# ياكوب سفوبودا
ياكوب سفوبودا (بالتشيكية: Jakub Svoboda)‏ هو لاعب هوكي الجليد تشيكي، ولد في 27 ديسمبر 1989 في برشيروف في التشيك.

## وصلات خارجية
- ياكوب سفوبودا على موقع EliteProspects.com (الإنجليزية)
- ياكوب سفوبودا على موقع Eurohockey.com (الإنجليزية)
- ياكوب سفوبودا على موقع HockeyDB.com (الإنجليزية)